# Lemnoideae
Lemnoideae é uma subfamília da família Araceae que corresponde à incorporação, por razões filogenéticas, da ex-família Lemnaceae. O grupo consiste em 30 espécies de pequenas plantas aquáticas, repartidas por cinco géneros.

## Características gerais
São plantas aquáticas, flutuantes, de águas calmas, de grande parte do mundo.
O aparelho vegetativo é reduzido a frondes lenticulares (de natureza caulinar apesar do aspecto laminar), com algumas espécies a possuirem raízes filiformes na face inferior.
O aparelho floral pode ser interpretado de duas maneiras: flores de dois estames e um pistilo ou inflorescência de duas flores macho e uma flor fêmea
Algumas espécies (Lemna, Spirodela e Wolffia) são chamadas de lentilhas de água.

## Lista de géneros
A subfamília Lemnoideae Bab. contém apenas uma tribo:
- Tribo Lemneae Rich. ex A. Rich. — contém 4 a 5 géneros, com cerca de 37 espécies. A circunscrição taxonómica dos géneros é controversa.
  - Lemna L.[4] (sin.: Lenticularia Ség., Lenticula P.Micheli ex Adans., Hydrophace Hallier, Telmatophace Schleid., Staurogeton Rchb., Thelmatophace Godr., Lenticularia P.Micheli ex Montandon), com cerca de 13 espécies, com distribuição tendencialmente cosmopolita.[1]
  - Spirodela Schleid., que frequentemente inclui Landoltia Les & D.J.Crawford, contém 2-5 espécies:[1]
    - Spirodela intermedia W.D.J.Koch, com distribuição alargada na região Neotropical.
    - Spirodela polyrhiza (L.) Schleiden), com distribuição cosmopolita.

  - Wolffia Horkel ex Schleid. (sin.: Horkelia Rchb. ex Bartl., Grantia Griff. ex Voigt, Bruniera Franch.), com 11 espécies distribuídas por todo o mundo.
  - Landoltia Les & D.J.Crawford, género monotípico que contém apenas:
    - Landoltia punctata (G.Mey.) C.H.Thomps., da Ásia Oriental

  - Wolffiella (Hegelm.) Hegelm. (sin.: Pseudowolffia Hartog & Plas, Wolffiopsis Hartog & Plas), com cerca de 10 espécies, com distribuição nas Américas e na África.

## Galeria

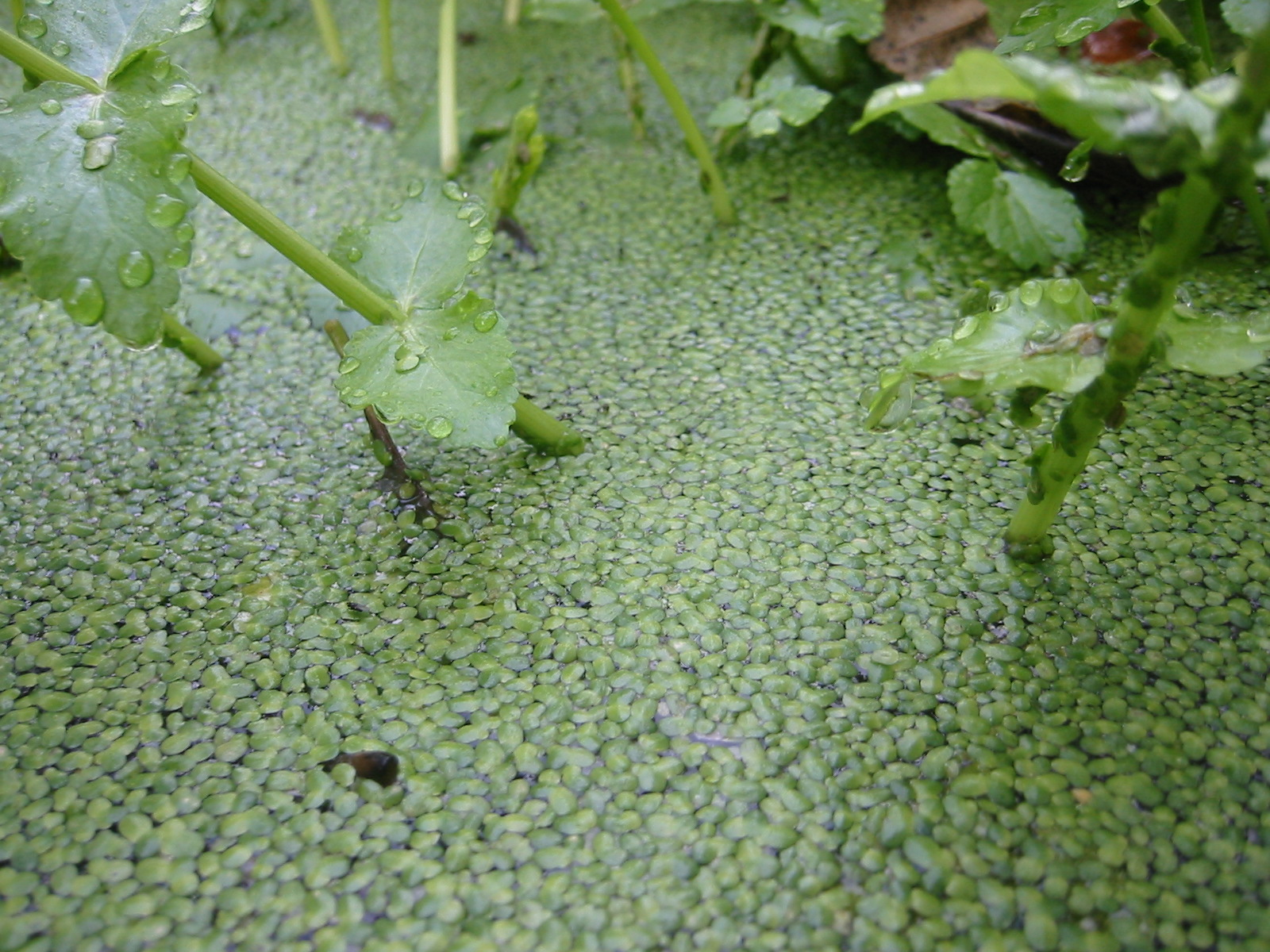
Lemna minor (Galiza).
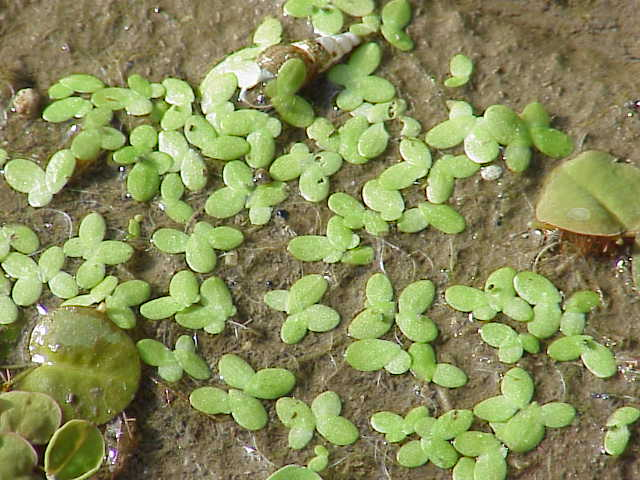
Lemna minor.
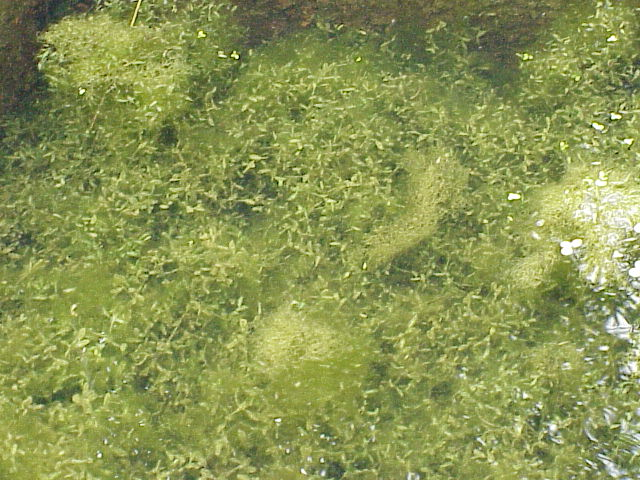
Lemna trisulca.
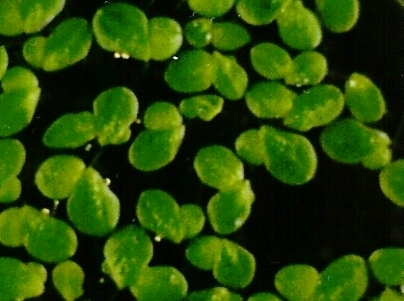
Lemna gibba.
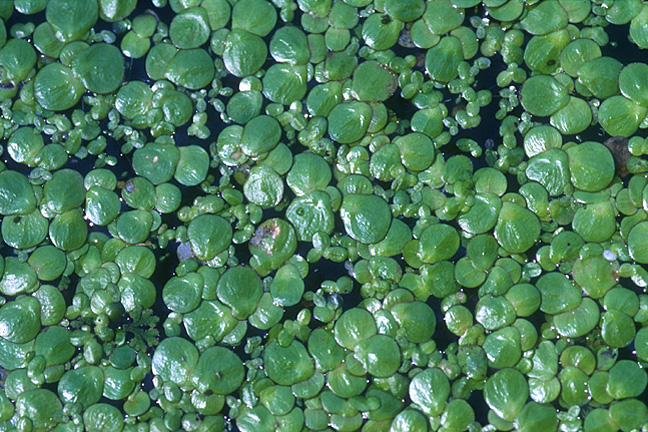
Spirodela polyrhiza
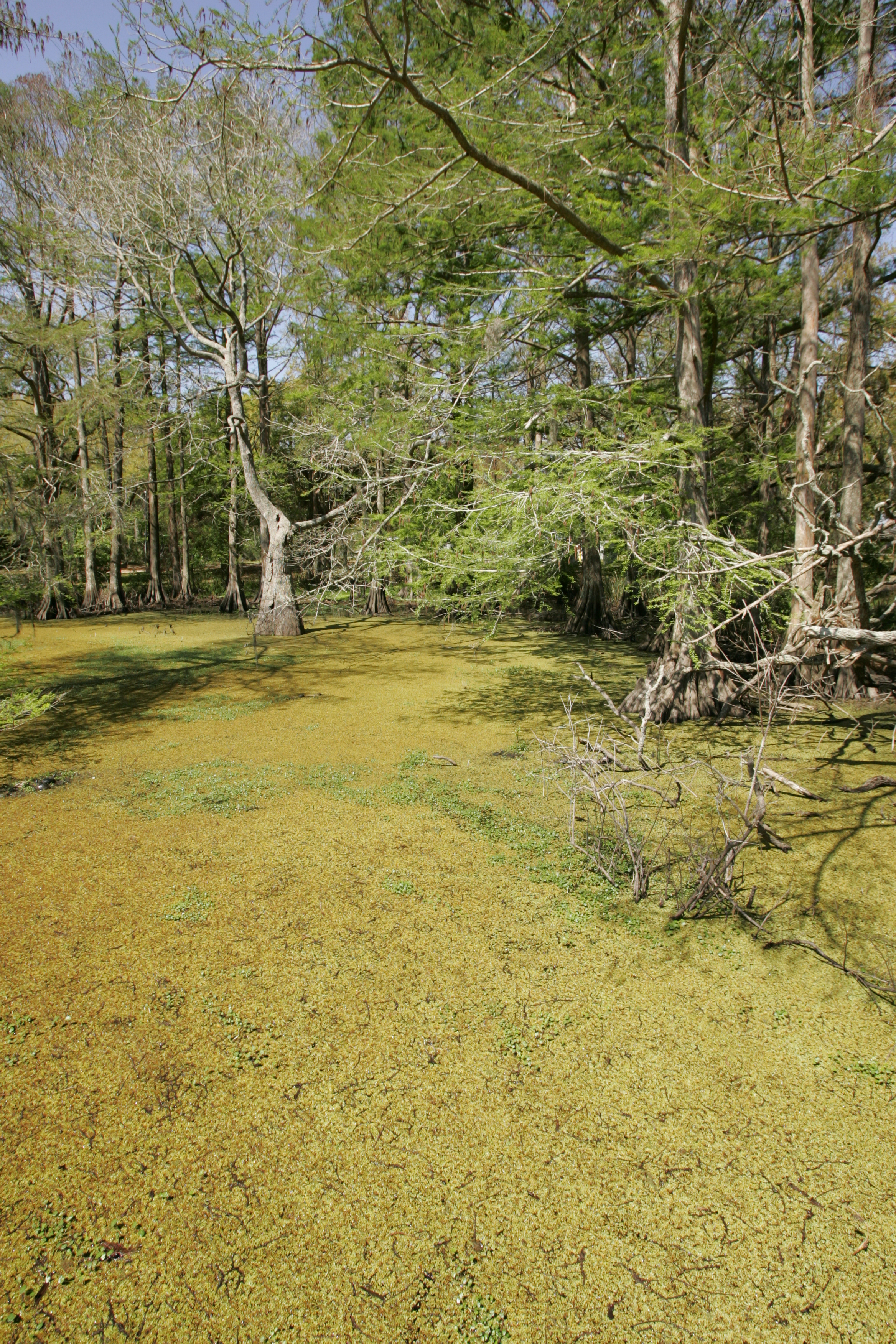
Águas cobertas por um tapete de Lemnoideae.